# The Lemon Song
The Lemon Song è una canzone della  rock band inglese Led Zeppelin, inclusa nel loro album del 1969 Led Zeppelin II. Fu registrata presso i Mystic Studios a Hollywood quando la band era al suo secondo tour negli Stati Uniti.
Ad essa sono state attribuite più volte allusioni sessuali  e contiene tra l'altro alcune delle suonate più blues dei Led Zeppelin. Fu registrata in studio come se la band suonasse  praticamente dal vivo tanto che nessun dispositivo elettronico venne impiegato per riprodurre l'eco sulla voce di Robert Plant. L'effetto eco ottenuto fu infatti frutto dell'abilità del cantante anche grazie all'acustica ricreata nei Mystic Studios.
La canzone fu eseguita dai Led Zeppelin nei primi tre concerti live negli Stati Uniti con il titolo The Lemon Song ad eccezione del primo tour dove venne eseguita con il titolo Killing Floor, prima di essere scartata definitivamente dalla scaletta alla fine del 1969. Tuttavia la frase «squeeze my lemon» (tradotta come "spremi il mio limone") continuò ad essere inserita nella melodia di Whole Lotta Love ed improvvisata altrove.

## Violazione del copyright
The Lemon Song fu ispirata dal brano Killing Floor del bluesman Howlin' Wolf, canzone che i Led Zeppelin spesso inserivano nella scaletta durante i loro primi concerti live negli Stati Uniti. Successivamente, il titolo della canzone da Killing Floor si evolse dunque in The Lemon Song, con tanto di liriche spesso improvvisate da Plant.
La canzone ebbe un'ampia notorietà anche grazie al fatto che nella prima ristampa britannica dell'LP Led Zeppelin II nel 1970, l'etichetta del disco riportava Killing Floor come terza traccia, accreditata a Chester Burnett (il vero nome di Howlin' Wolf). L'elenco delle canzoni sulla copertina del disco tuttavia riportava come traccia The Lemon Song e ne accreditava il copyright ai Led Zeppelin. Per questa ragione la seconda ristampa UK su vinile dell'album Led Zeppelin II etichettata  ATLANTIC K 40037, è considerata di grande interesse dai collezionisti. Nel dicembre del 1972, la Arc Music, titolare dei diritti di pubblicazione delle canzoni di Howlin' Wolf, citò in giudizio i Led Zeppelin per violazione del copyright relativamente a The Lemon Song. Le parti poi si accordarono e Wolf ottenne un risarcimento e l'inclusione di un credito come coautore.